# Raija Siekkinenová
Raija Siekkinenová (11. února 1953 – 7. února 2004 Kotka) byla finská spisovatelka, povídkářka.

## České překlady
Níže uvedené jednotlivé povídky byly publikovány v překladu Violy Parente-Čapkové v časopise Světová literatura 2/1996.
- Čas (Aika)
- Porucha v krajině (Häiriö maisemassa)
- Příchod zimy (Talven tulo)
- Smrk (Kuusi)
- Stesk (Ikävä)